# Чаучила (Калифорнија)
Чаучила (енгл. Chowchilla) град је у америчкој савезној држави Калифорнија. По попису становништва из 2010. у њему је живело 18.720 становника.

## Демографија
Према попису становништва из 2010. у граду је живело 18.720 становника, што је 7.593 (68,2%) становника више него 2000. године.
| Група             | 2000.         | 2010.         |
| Белци             | 6.129 (55,1%) | 7.887 (42,1%) |
| Афроамериканци    | 1.142 (10,3%) | 2.358 (12,6%) |
| Азијати           | 147 (1,3%)    | 395 (2,1%)    |
| Хиспаноамериканци | 3.138 (28,2%) | 7.073 (37,8%) |
| Укупно            | 11.127        | 18.720        |